# Johann Heinrich Ehrich
Johann Heinrich Ehrich auch G. A. Ehrich (* 27. März 1752 in Gispersleben bei Erfurt; † Ende 1826 in Kasan) war ein deutscher Schulleiter in Russland.

## Leben
Johann Heinrich Ehrich war der Sohn des Predigers Johann Balthasar Ehrich.
Nach Beendigung seines Studiums ging er 1776 als Kandidat des Predigeramtes und als Hofmeister zum Baron Clodt von Jürgensburg auf dem Gutshof Peuth in Estland. 1778 wurde er in Petersburg für einige Jahre Sekretär bei dem russischen Fürsten Wolkonsky und ging darauf als Privat- und Musiklehrer nach Moskau. Von da aus wechselte er als Professor an das Kaiserliche Gymnasium nach Kasan und wurde 1781, nach dem Tod des damaligen Direktors Julius Iwanowitsch Kanitz, zu dessen Nachfolger ernannt.
Während des Frühlings-Examens im Jahr 1811, nachdem Kaiser Alexander I. dem Gymnasium eine Bibliothek geschenkt hatte, ließ Johann Heinrich Ehrich Reden in acht Sprachen, auf Russisch, Deutsch, Lateinisch, Griechisch, Französisch, Englisch, Italienisch und Tatarisch halten, die er alle verstand.
Aufgrund seines hohen Alters wurde er 1820 in den Ruhestand versetzt und blieb bis zu seinem Tod in Kasan.